# Natalja Jurjewna Durowa

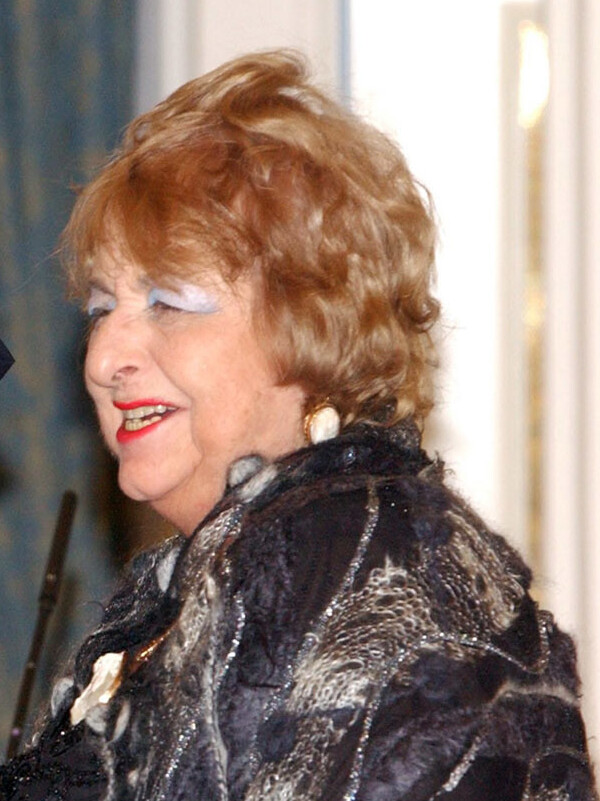
Natalja Jurjewna Durowa (2004)

Natalja Jurjewna Durowa (russisch Наталья Юрьевна Дурова; * 13. April 1934 in Moskau; † 27. November 2007 ebenda) war eine sowjetische bzw. russische Zirkus-Artistin, Dompteurin und Schriftstellerin.

## Leben
Durowa gehörte mit ihrem Vater Juri Durow zur Artisten-Familie Durow wie auch Anatoli Durow u. a.
Während der Schlacht am Chassansee 1938 organisierte Durowas Vater die erste Künstler-Frontbrigade der UdSSR, sodass sie mit ihrem Vater an der Front und in Lazaretten auftrat.
In der Manege trat Durowa erstmals 1939 auf. Als Attraktion ihres Vaters trat sie ab 1942 mit einem Geparden, Elefanten und einem Luchs auf. Mit 9 Jahren wurde sie Praktikantin ihres Vaters mit Registrierung in seinem Arbeitsbuch. Mit ihrem Vater arbeitete sie mit den verschiedensten Tieren, darunter auch Luchs, Wickelbären, Nasenbären und Reiher, mit denen vorher noch niemand gearbeitet hatte. Als Dompteurin arbeitete sie 1952–1954 in der Zirkus-Hauptverwaltung. Ab 1956 arbeitete sie in der W.-Durow-Ecke, dem nach ihrem Urgroßvater Wladimir Leonidowitsch Durow benannten Tier-Theater.
Daneben hatte Durowa 1951–1956 am Maxim-Gorki-Literaturinstitut studiert. Mit einem vierjährigen Fernstudium an der nach Kliment Timirjasew benannten Moskauer Landwirtschaftsakademie bildete sie sich als Tierärztin aus.
Von 1961 bis 1973 arbeitete Durowa im Moskauer Sojuszirk (Unionszirkus) und trat mit Seelöwen, Walrossen und Affen auf. Das DDR-Kulturministerium ehrte sie 1971 mit der W.-L.-Durow-Medaille für die weltweit einzigartige Dressur-Vorstellung mit Seelöwen und Walrossen.
Von 1978 bis zum Ende ihres Lebens war Durowa Direktorin und künstlerische Leiterin der Durow-Ecke, die 1982 das W.-L.-Durow-Tier-Theater und 1992 das Moskauer Theater-Zentrum Großväterchen Durows Wunderland wurde und jetzt Großväterchen Durows Ecke ist.
Mit über 30 Kinderbüchern über Tiere beschrieb Durowa ihre Arbeit mit Tieren. Für ihre Erzählungen erhielt sie das Gaidar-Ehrenzeichen. Sie schrieb Drehbücher für Dokumentar- und Spielfilme. Sie war Mitglied des Schriftstellerverbands der UdSSR und der Partei Einiges Russland.
Durowa war mit dem Schauspieler Michail Bolduman (1898–1983) verheiratet. Ihr Sohn Michail Michailowitsch Bolduman (1967–2010) war Dichter, Künstler und Linguist. Sie starb am 27. November 2007 in Moskau und wurde auf dem Nowodewitschi-Friedhof neben W. L. Durow begraben.

## Ehrungen, Preise
- Medaille „Für den Sieg über Japan“ (1945)
- Medaille „Für heldenmütige Arbeit im Großen Vaterländischen Krieg 1941–1945“ (1946)
- Verdiente Künstlerin der RSFSR (1972)[5]
- Medaille „30. Jahrestag des Sieges im Großen Vaterländischen Krieg 1941–1945“
- Medaille „Veteran der Arbeit“[6]
- Komsomol-Preis (1982)
- Volkskünstlerin der RSFSR (1982)
- Orden des Roten Banners der Arbeit (1983)
- Medaille „40. Jahrestag des Sieges im Großen Vaterländischen Krieg 1941–1945“
- Staatspreis der UdSSR (1987)
- Volkskünstlerin der UdSSR (1989)[2]
- Verdiente Künstlerin der Mongolei (1992)[3]
- Orden der Völkerfreundschaft (1994)
- Medaille „50. Jahrestag des Sieges im Großen Vaterländischen Krieg 1941–1945“
- Schukow-Medaille (1997)
- Verdienstorden für das Vaterland III. Klasse (1998),[7] II. Klasse (2004)[8]
- Orden des Heiligen Zarewitsch Dmitri der Russisch-Orthodoxen Kirche[6]